# Малинівська селищна рада
Мали́нівська се́лищна ра́да — адміністративно-територіальна одиниця та орган місцевого самоврядування в Чугуївському районі Харківської області. Адміністративний центр — селище міського типу Малинівка.

## Загальні відомості
Малинівська селищна рада утворена в 1938 році.
- Територія ради: 75,409 км²
- Населення ради: 7 725 осіб (станом на 2001 рік)
- Територією ради протікає річка Борисівка.

## Населені пункти
Селищній раді підпорядковані населені пункти:
- смт Малинівка

## Склад ради
Рада складається з 30 депутатів та голови.
- Голова ради: Семер'янов Микола Іванович
- Секретар ради: Приходько Людмила Миронівна

### Керівний склад попередніх скликань
| Прізвище, ім'я, по батькові | Основні відомості                                                | Дата обрання | Дата звільнення |
| --------------------------- | ---------------------------------------------------------------- | ------------ | --------------- |
| Турчинов Євген Іванович     | Селищний голова, 1957 року народження                            | 26.03.2006   | 31.10.2010      |
| Семер'янов Микола Іванович  | Селищний голова, 1961 року народження, освіта вища, безпартійний | 31.10.2010   |                 |

Примітка: таблиця складена за даними сайту Верховної Ради України

### Депутати
За результатами місцевих виборів 2010 року депутатами ради стали:

#### За суб'єктами висування
| Суб'єкт висування                                       | Кількість обраних депутатів | %    |
| ------------------------------------------------------- | --------------------------- | ---- |
| Партія регіонів                                         | 23                          | 76,7 |
| Політична партія Всеукраїнське об'єднання «Батьківщина» | 3                           | 10   |
| Самовисування                                           | 3                           | 10   |
| Комуністична партія України                             | 1                           | 3,3  |

#### За округами
| № округу                                                | Прізвище, ім'я, по батькові        | Дата визнання обраним | Освіта             | Партійна приналежність | Відомості про обраного депутата |
| ------------------------------------------------------- | ---------------------------------- | --------------------- | ------------------ | ---------------------- | --- |
| Комуністична партія України                             |                                    |                       |                    |                        | |
| 22                                                      | Турецький Микола Петрович          | 01.11.2010            | середня            | член Партії регіонів   | пенсіонер |
| Партія регіонів                                         |                                    |                       |                    |                        | |
| 3                                                       | Перепелиця Олександр Михайлович    | 01.11.2010            | вища               | член Партії регіонів   | КП «Чугуїввода», начальник абонентного відділу |
| 4                                                       | Моісеєнко Микола Миколайович       | 01.11.2010            | вища               | член Партії регіонів   | Граківська сільська рада, водій |
| 5                                                       | Квасницька Ніна Олександрівна      | 01.11.2010            | вища               | член Партії регіонів   | Малинівськаселищна рада, спеціаліст І категорії |
| 7                                                       | Байбак Анатолій Миколайович        | 01.11.2010            | вища               | член Партії регіонів   | Новопокровський КХП, механік |
| 9                                                       | Шестопалова Світлана Станіславівна | 29.07.2013            | середня спеціальна | член Партії регіонів   | Комунальний заклад охорони здоров"я амбулаторної практики сімейної медицини «Чугуївська центральна районна лікарня імені М. І. Кононенка»", медична сестра |
| 11                                                      | Григораш Володимир Іванович        | 01.11.2010            | вища               | член Партії регіонів   | СП «Чугуївський ринок», заступник директора |
| 12                                                      | Анісімова Галина Миколаївна        | 01.11.2010            | вища               | член Партії регіонів   | Малинівська загальноосвітня школа № 2, заступник директора з виховної роботи                                                                               |
| 13                                                      | Белинська Людмила Миколаївна       | 01.11.2010            | вища               | член Партії регіонів   | Малинівська гімназія, вчитель |
| 14                                                      | Плужник Володимир Васильович       | 01.11.2010            | середня            | член Партії регіонів   | Малинівська селищна рада, оператор комп'ютерного набору |
| 15                                                      | Стойко Лариса Семенівна            | 01.11.2010            | вища               | член Партії регіонів   | Малинівський дошкільнийнавчальний заклад, завідувач |
| 16                                                      | Ященко Олександр Петрович          | 01.11.2010            | вища               | член Партії регіонів   | Малинівський селищний центр соціальних служб для сім'ї, молоді та спорту, директор                                                                         |
| 17                                                      | Коровіна Ольга Миколаївна          | 01.11.2010            | вища               | член Партії регіонів   | Малинівської гімназії, вчитель |
| 18                                                      | Бабічев Петро Іванович             | 01.11.2010            | середня            | член Партії регіонів   | тимчасово не працює |
| 19                                                      | Приходько Людмила Миронівна        | 01.11.2010            | вища               | член Партії регіонів   | Малинівська селищна рада, секретар |
| 20                                                      | Фендрикова Анна Юріївна            | 01.11.2010            | вища               | член Партії регіонів   | Чугуївська райдержадміністрація, начальник організаційного відділу                                                                                         |
| 21                                                      | Доннікова Тетяна Іванівна          | 01.11.2010            | вища               | член Партії регіонів   | Чугуївська ЦРЛ, головний бухгалтер |
| 23                                                      | Скомороха Юрій Вікторович          | 01.11.2010            | середня            | член Партії регіонів   | Малинівський склозавод, охоронець |
| 24                                                      | Картавін Олег Миколайович          | 01.11.2010            | вища               | член Партії регіонів   | Малинівський селищний центр соціальних служб для сім'ї, молоді та спорту, провідний спеціаліст                                                             |
| 25                                                      | Щербіна Андрій Володимирович       | 01.11.2010            | вища               | член Партії регіонів   | Новопокровський КХП, начальник автотранспортної дільниці                                                                                                   |
| 26                                                      | Коломієць Василь Федорович         | 01.11.2010            | вища               | член Партії регіонів   | пенсіонер |
| 28                                                      | Мураховський Олег Євгенович        | 01.11.2010            | вища               | член Партії регіонів   | в/ч А-2467, заступник командира частини з виховної роботи                                                                                                  |
| 29                                                      | Нестеренко Микола Андрійович       | 01.11.2010            | середня спеціальна | член Партії регіонів   | ВАТ «Південспецбут», охоронець |
| 30                                                      | Чудний Євген Миколайович           | 01.11.2010            | вища               | член Партії регіонів   | Харківський регіональний інститут при Президенті України, студент                                                                                          |
| Політична партія Всеукраїнське об'єднання «Батьківщина» |                                    |                       |                    |                        | |
| 6                                                       | Мішуліна Любов Михайлівна          | 01.11.2010            | середня спеціальна | позапартійна           | пенсіонер |
| 10                                                      | Серіков Олександр Іванович         | 01.11.2010            | вища               | позапартійний          | ООО «фельдшерсько-акушерський пунктС», головний інженер |
| 27                                                      | Конопльова Наталія Миколаївна      | 01.11.2010            | вища               | позапартійна           | Малинівська загальноосвітня школа № 2, вчитель |
| Самовисування                                           |                                    |                       |                    |                        | |
| 1                                                       | Харківська Юлія Олександрівна      | 01.11.2010            | вища               | позапартійна           | Чугуївська райдержадміністрація, головний бухгалтер |
| 2                                                       | Янкова Ольга Григорівна            | 01.11.2010            | вища               | позапартійна           | Малинівськийселищний будинок культури, директор Малинівського селищного будинку культури                                                                   |
| 8                                                       | Рибалко Валерій Юрійович           | 01.11.2010            | вища               | позапартійний          | пенсіонер |